# 295565 Hannover
295565 Hannover este o planetă minoră (asteroid) din centura de asteroizi. A fost descoperită pe 27 septembrie 2008 la  de Stefan Karge⁠(d). 
Obiectul prezintă o orbită caracterizată de o semiaxă mare de 2,5816872354064 UAi, o excentricitate de 0,15, o înclinație de 7,2 ° în raport cu ecliptica.